# Steinbeck (Buchholz in der Nordheide)
Steinbeck ist ein Stadtteil (Ortschaft) der Stadt Buchholz in der Nordheide im Landkreis Harburg im Norden Niedersachsens (Deutschland) bei Hamburg. Seit der niedersächsischen Gebietsreform 1972 ist die ehemals selbstständige Gemeinde Steinbeck/Meilsen eine Ortschaft der Stadt Buchholz.

## Geographie
Steinbeck liegt in der nördlichen Lüneburger Heide am Rande der Harburger Berge. Durch Steinbeck fließt der kleine Steinbach, der später als Seppenser Bach in die Seeve fließt. Die Ortschaft Steinbeck wird von der Bundesstraße 75 tangiert. Mit dem Stuvenwald und dem Regionalpark Rosengarten stehen weitläufige Naherholungsgebiete zur Verfügung. Im Norden grenzt Steinbeck an den Stadtteil Dibbersen, im Nordwesten an die Gemeinde Wenzendorf und im Westen und Süden an den Stadtteil Trelde.

### Gemeindegliederung
Die Ortschaft Steinbeck besteht aus den zwei Ortsteilen:
- Ortsteil Steinbeck
- Ortsteil Meilsen sowie dem ehemaligen Wochenendhausgebiet Abdeckerei/Diekbarg.

## Geschichte

### Herkunft des Ortsnamens
Die Bezeichnung Steinbeck leitet sich aus den Worten „viele Steine“ und ein Bach (altsächsisch: biki, beke) ab.

#### Die Steine

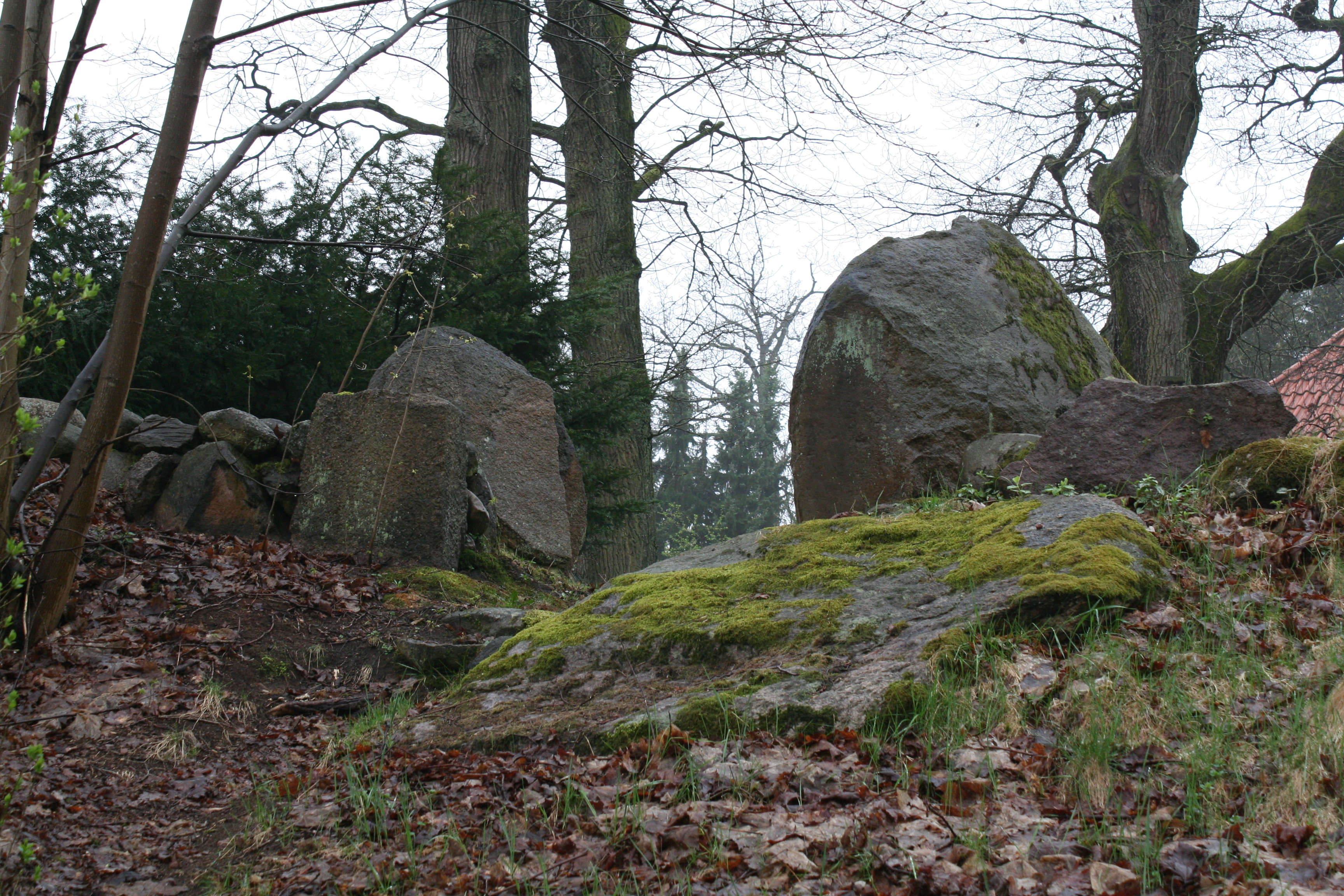
Überreste des Großsteingrabes in Steinbeck

Durch gewaltige Eismassen aus Skandinavien wurden während der Eiszeit extrem viele Steine nach Steinbeck „transportiert“. Vor mehr als 4000 Jahren kamen dann aus dem Gebiet der heutigen Türkei die ersten Siedlergruppen nach Steinbeck. Mit den in Steinbeck vorgefundenen Steinen bauten die ersten Steinbecker ein Großsteingrab für ihre Verstorbenen. Die Grabstelle verlief quer über die heutige Bundesstraße 75 und war 64 m lang und 4 m breit. Unbelegten Überlieferungen nach haben während der Hamburger Franzosenzeit die Truppen von Napoleon I. das Grab für den Bau einer Straße (der heutigen Bundesstraße 75) zerstört. Von der ehemaligen Grabstätte sind daher nur noch wenige Steine vorhanden. Man findet die Überreste noch auf dem Weg zum Stuvenwald am Schlosshof an der Wenzendorfer Straße.

#### Der Bach
Der Steinbach entspringt südwestlich von Meilsen an einem kleinen Teich zwischen Feldern. Dieses kleine Gewässer ist älter als die Elbe und entstand während der Eiszeiten. Über den Seppenser Bach und die Seeve fließt sein Wasser als kleiner Wald- und Wiesenbach in die Elbe.

### Steinbecker Geschichte
Die Steinbecker Geschichte ist vermutlich eng mit Karl dem Großen verbunden, der die seinerzeit hier lebenden Sachsen um das Jahr 804 nach Westen vertrieben hat.

#### Bedeutung im Zweiten Weltkrieg

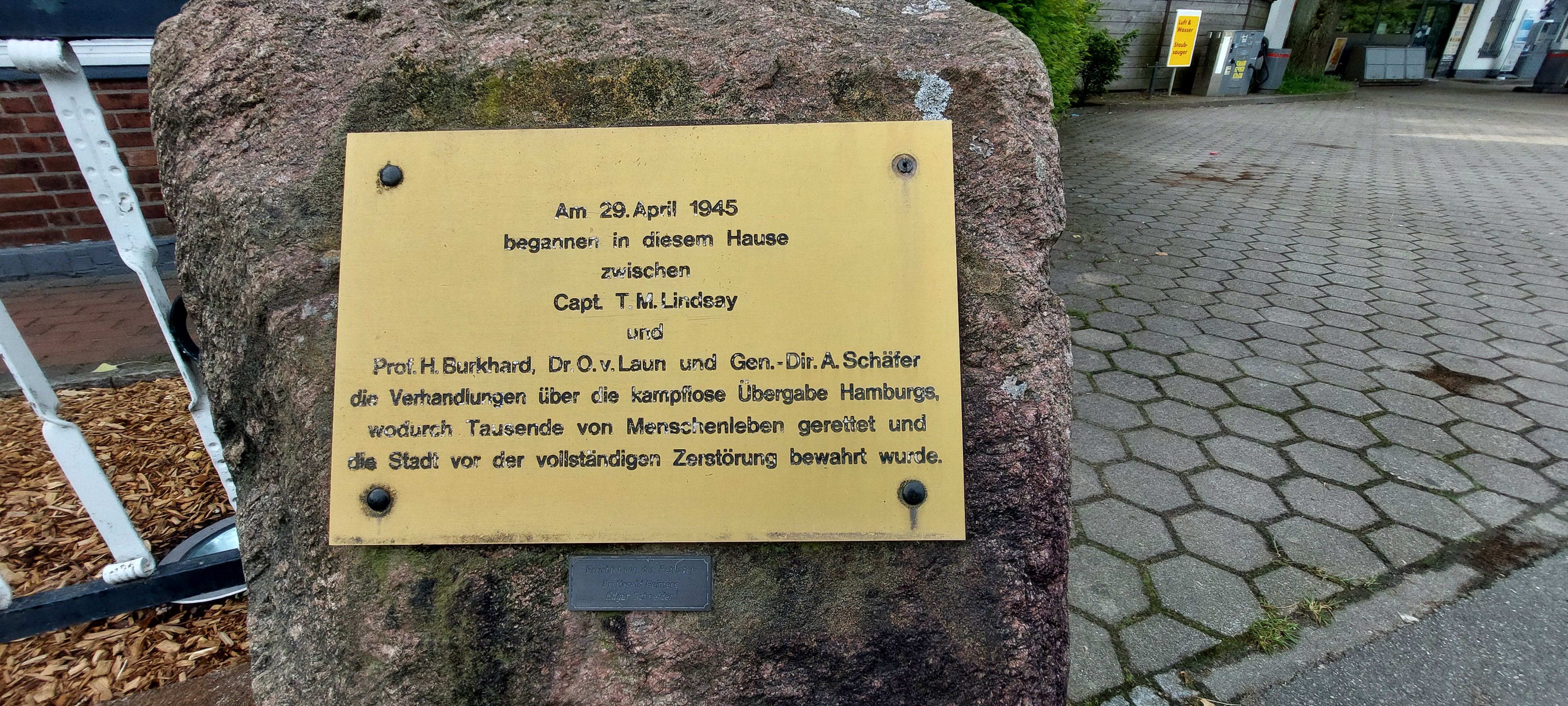
Erinnerung an die Verhandlungen im April 1945

Das Steinbecker Gasthaus Zur Eiche und das Steinbecker Hotel Hoheluft spielten zum Ende des Zweiten Weltkriegs eine besondere Rolle in der Geschichte Hamburgs: Im Gasthaus Hoheluft fanden am 29. April 1945 Verhandlungen zwischen den Alliierten und den Deutschen statt, die dazu führten, dass am Ende des Zweiten Weltkrieges die Stadt Hamburg kampflos an die Briten übergeben werden konnte. Der damalige Verhandlungstisch kann noch heute im Gasthaus Hoheluft besichtigt werden.

### Gebietsreform
Seit 1865 gehören die Dörfer Steinbeck und Meilsen als Gemeinde Steinbeck zusammen. Diese wurde am 1. Juli 1972 in die Stadt Buchholz in der Nordheide eingegliedert. Seitdem bilden Steinbeck und Meilsen eine Ortschaft dieser Stadt.

### Weitere Entwicklung der Orte
Steinbeck erlebte nach dem Zweiten Weltkrieg einen großen Zuwachs der Einwohnerzahlen. Neue Baugebiete wie die Siedlung Heimgarten, Kattenberge Nord und die in den 1970ern gebaute, seinerzeit größte Fertighausausstellung Deutschlands in der Vaenser Heide lockten mit ihrer Einfamilienhausbebauung viele Familien nach Steinbeck.
Meilsen hingegen wuchs kaum und zeigt sich auch heute noch als ursprüngliches Bauerndorf. Reetgedeckte Bauernhäuser und Scheunen sowie alter Eichenbaumbestand prägen auch heute noch das Bild.

### Wappen
In der Steinbecker Politik und in Teilen der Bevölkerung bestand lange Zeit der Wunsch, ein eigenes Wappen zu erstellen. Die Niedersächsische Gemeindeordnung ließ dieses jedoch nicht zu. Nur ehemalige Gemeinden, so wie die anderen Buchholzer Ortschaften, die bereits über ein eigenes Wappen verfügten, durften ihr Wappen weiterhin benutzen. Steinbeck und Meilsen haben jedoch nie über ein eigenes Wappen verfügt. Mit einer Änderung der Gemeindeordnung und zwischenzeitlichen Ersetzung durch das Niedersächsische Kommunalverfassungsgesetz wurde es Steinbeck aber möglich, ein eigenes Wappen zu benutzen. Daher wurde ein Grafiker beauftragt, für Steinbeck und Meilsen ein modernes Wappen zu entwickeln.

## Politik

### Ortsrat
Steinbeck verfügt über einen Ortsrat. Der Ortsrat hat einen eigenen, von der Stadt zugewiesenen Etat, über den er allein entscheidet. Darüber hinaus wird er bei allen Entscheidungen, die die Ortschaft betreffen, angehört. Die Beschlüsse trifft allerdings der Buchholzer Stadtrat, dem er untergeordnet ist.
Der Ortsrat besteht nach der Wahl im September 2021 aus 11 Mitgliedern:
- CDU: 4 Sitze
- Buchholzer Liste (BL): 2 Sitze
- FDP: 2 Sitze
- Grüne: 2 Sitze
- SPD: 1 Sitz

### Ortsbürgermeister
Ralf Becker (CDU) wurde am 4. Dezember 2023 zum Ortsbürgermeister gewählt. Der ehrenamtliche Ortsbürgermeister hat repräsentative Aufgaben, leitet die Ortsratssitzungen und stellt für die Bürger der Ortschaft einen ersten Ansprechpartner als Schnittstelle zur Verwaltung dar.
Die Wahlperiode beträgt regelmäßig fünf Jahre. Die nächste Wahl findet somit turnusmäßig 2026 statt.

## Wirtschaft
Im Buchholzer Stadtteil Steinbeck befindet sich mit dem Gewerbegebiet I „Vaenser Heide“ ein großer Gewerbestandort. Es ist der älteste der Stadt. Angesiedelt haben sich hier größtenteils kleine und mittelständische Gewerbebetriebe. Seit den 2000ern hat sich das Gebiet durch das neue Fachmarktzentrum mit Filialen von OBI, famila, MediaMarkt, Küchen Aktuell, Dat Backhus, Das Futterhaus, Jawoll, LIDL und kleineren Betrieben neben der Innenstadt zu einem zweiten, wichtigen Einzelhandelsstandort in der Stadt entwickelt. Des Weiteren finden sich hier mehrere kleine Autohändler, die Firmensitze des Arbeitschutzausstatters Feldtmann KG und des Sportbekleidungsunternehmens killtec, mittelständische Handwerksbetriebe, die Buchholzer Stadtwerke und eine Niederlassung des TÜVs. Außerdem betreibt Möbel Kraft hier ein großes Möbelhaus und bis vor wenigen Jahren sein zentrales Hochregallager. Dieses steht allerdings leer und ist aufgrund seiner Ausmaße als Landmarke weithin sichtbar.
Direkt an der Bundesstraße 75 im Ortsteil Meilsen befindet sich ein weiteres Gewerbegebiet, „Meilsener Straße“. Hier betreibt die Ostfriesische Teegesellschaft eine ihrer zentralen Produktionsstätten und Lager für Tee für bekannte Handelsmarken wie milford und Meßmer.

## Verkehr
Durch Steinbeck führt die überregional bedeutsame Bundesstraße 75, über die man in kürzester Zeit zur nahe gelegenen Autobahn A1 und somit nach Hamburg und Bremen gelangt.
Der nächstgelegene Bahnhof befindet sich in Buchholz. Durch das gut ausgebaute Liniennetz von Buchholz Bus wird Steinbeck mit dem Bahnhof und der Innenstadt verbunden. Des Weiteren verkehren mehrere Regionalbuslinien des KVG durch Steinbeck.

## Kultur und Bildung
In Steinbeck befinden sich zwei Kindertagesstätten und eine Grundschule samt Turnhalle. Außerhalb der Schulzeiten wird diese Turnhalle den in Steinbeck ansässigen Sportvereinen, dem Tischtennisverein TSC Steinbeck-Meilsen und der Damenturngruppe Steinbecker Steifböcke genutzt. Neben der Turnhalle wurde vor einigen Jahren ein neuer Kunstrasenplatz eingeweiht, der für die großen Buchholzer Vereine sowie die Steinbecker Ackerjungs als Trainingsplatz fungiert.
Außerdem findet auf dem Gelände der Grundschule das alljährliche Steinbecker Dorffest statt. Das traditionelle Steinbecker Dorffest wird seit 2019 durch den Dorfverein Steinbeck e. V. organisiert und ausgerichtet. Auf dem Grundstück der Grundschule befindet sich außerdem die so genannte Köhlerhütte, ein Pavillon mit einem Grillplatz, der für jedermann zugänglich ist.
Im Jahre 1982 wurde in Steinbeck die Niederdeutsche Bühne Buchholz De Steenbeekergegründet, die Veranstaltungen in plattdeutscher Mundart abhalten.
Am 20. September 2018 wurde in Steinbeck der Dorfverein Steinbeck e. V. gegründet, der sich u. a. um die Förderung des Gemeinwohls der Ortschaft Steinbeck zum Ziel gesetzt hat. Das traditionelle Steinbecker Dorffest wird seit 2019 durch den Dorfverein Steinbeck organisiert und ausgerichtet, ebenso – in Gemeinschaft mit dem Verein Siedlung Heimgarten e. V. – der kleine dörfliche Weihnachtsmarkt in der Heimgarten Siedlung.

### Geschichte der Grundschule
Die in Steinbeck ansässige Grundschule besteht mittlerweile über 60 Jahre; sie wurde am 15. Januar 1958 eingeweiht.
Vor Gründung dieser Grundschule mussten die Steinbecker über einige Jahrhunderte hinweg die Schulen in Buchholz besuchen, die Schüler aus Meilsen die Schule in Trelde. 1898 wurde in Steinbeck eine provisorische Schule gegründet. So wurden im Hause von Sneers die große Gaststube ausgeräumt und als provisorischer Klassenraum eingerichtet. Einige Monate später beschloss der Schulvorstand den Neubau eines eigenen Schulgebäudes in Steinbeck. Das Grundstück dafür wurde von Georg Frommann erworben. Es grenzte direkt nördlich an dessen Hoffläche. Die feierliche Einweihung des Neubaus erfolgte 1901. Der Schulbetrieb dort endete mit der Fertigstellung der neuen Schule auf dem Kattenberge im Januar 1958.

## Sport und Freizeit

### Vereine
In Steinbeck bestehen folgende Sportvereine:
- TSC Steinbeck-Meilsen 88 e. V. – Außer Tischtennis bietet dieser Verein auch „Turnen für Mutter und Kind“.
- Steinbecker Steifböcke von 1971 e. V. – Dieser Verein ist ein reiner Damenturnverein.
- Steinbecker Ackerjungs – Hobbyfußballergruppe
- ComputerKreis Steinbeck e. V. – Der Verein unterrichtet ältere Mitmenschen beim Umgang mit dem Computer und „was sonst noch dazu gehört“
- De Steenbeeker – Theatergruppe niederdeutscher Mundart
- Dorfverein Steinbeck e. V. – Zweck und Aufgabe des Vereins sind u. a. die Förderung des Gemeinwohls der Ortschaft Steinbeck

### Radwanderwege
Durch Steinbeck führen sowohl der Europäische Fernwanderweg als auch der Leine-Heide-Radweg.

## Belege
1. ↑  Ortschaften. Stadt Buchholz in der Nordheide, abgerufen am 3. Juni 2020.
2. 1 2 3 4 5 6 7  Kurt HöIzer: Etwas zur Geschichte und etwas Allgemeines über Steinbeck und Meilsen * am Stuvenwald. In: Stadt Buchholz in der Nordheide – Ortschaft Steinbeck mit Meilsen. Archiviert vom Original am 20. Mai 2011; abgerufen am 14. Juli 2025.
3. ↑  Otto Rudolf von Laun: Kapituliert Hamburg? Die deutsch-englischen Verhandlungen in Steinbeck-Hoheluft 1945. O. Laun, Hamburg 1977, DNB 992591481.
4. ↑  Statistisches Bundesamt (Hrsg.): Historisches Gemeindeverzeichnis für die Bundesrepublik Deutschland. Namens-, Grenz- und Schlüsselnummernänderungen bei Gemeinden, Kreisen und Regierungsbezirken vom 27. 5. 1970 bis 31. 12. 1982. W. Kohlhammer, Stuttgart/Mainz 1983, ISBN 3-17-003263-1, S. 229.
5. ↑  Matthias Blazek: Von der Landdrostey zur Bezirksregierung – Die Geschichte der Bezirksregierung Hannover im Spiegel der Verwaltungsreformen. Ibidem-Verlag, Stuttgart 2004, ISBN 3-89821-357-9.
6. ↑  Mitja Schrader: Die Siedlung aus der „Retorte“. In: Kreiszeitung Wochenblatt. Wochenblatt-Verlag Schrader, 17. August 2013, abgerufen am 30. April 2020.
7. ↑  Ein eigenes Wappen für Steinbeck und Meilsen. In: Stadt Buchholz in der Nordheide – Ortschaft Steinbeck mit Meilsen. Archiviert vom Original am 10. Juni 2011; abgerufen am 14. Juli 2025.
8. ↑  Ergebnisse der Ortsratswahl 2021. Stadt Buchholz in der Nordheide, 12. September 2021, abgerufen am 6. Dezember 2021.
9. ↑  Neuer Ortsbürgermeister für Steinbeck. Stadt Buchholz in der Nordheide, 5. Dezember 2023, abgerufen am 14. Juli 2025.
10. ↑  Köhlerhütte. Ortschaft Steinbeck, abgerufen am 14. Juli 2025.
11. ↑  Wer sind Wir? De Steenbeeker, abgerufen am 14. Juli 2025.
12. ↑  Über uns. Dorfverein Steinbeck, abgerufen am 14. Juli 2025.
13. ↑  Fernwanderweg. In: Stadt Buchholz in der Nordheide – Ortschaft Steinbeck mit Meilsen. Archiviert vom Original am 20. Mai 2011; abgerufen am 14. Juli 2025.